# Sue Hendrickson
Sue Hendrickson (née le 21 décembre 1949 à Chicago (Illinois)) est une paléontologue amateur américaine.

## Biographie
Elle est particulièrement connue pour sa découverte d'un spécimen célèbre de Tyrannosaurus rex dans le Dakota du Sud le 12 août 1990. Ce spécimen, répertorié sous le code FMNH PR2081 et surnommé « Sue » est le plus grand, le plus complet et le mieux préservé des fossiles de Tyrannosaurus rex jamais retrouvé. Il est aujourd'hui exposé au Musée Field de Chicago.

## Sources
- (en) "Dinosaur discoverer trusts intuition", The Oprah Winfrey Show.
- (en) "Ask a Dinosaur Expert", an interview with Sue Hendrickson conducted by Scholastic Press
- (en) Dinosaur Named Sue : Hunt for the Past, My Life As an Explorer (2003), Bt Bound.  (ISBN 0-613-36416-3).
- (en) Dinosaurs: They Certainly Were Big Humorous educational video about the dinosaur basics, personally praised by Sue Hendrickson.